# Cristina Lluïsa d'Oettingen-Oettingen
Cristina Lluïsa d'Oettingen-Oettingen (en alemany Christine Luise von Oettingen-Oettingen) va néixer a Oettingen (Alemanya) el 30 de març de 1671 i va morir a Blankenburg el 12 de novembre de 1747. Era una noble alemanya, la tercera filla del príncep Albert Ernest I d'Oettingen-Oettingen (1642-1683) i de la duquessa Cristina Frederica de Württemberg (1644-1674).

## Matrimoni i fills
La princesa Cristina Lluïsa es va casar el 22 d'abril de 1690 a Aurich amb el duc Lluís Rodolf de Brunsvic-Wolfenbüttel (1671-1735), fill del duc Antoni Ulric de Brunsvic-Lüneburg (1633-1714) i de la princesa Elisabet Juliana de Schleswig-Holstein-Sonderburg-Norburg (1633-1704). El matrimoni va tenir quatre filles, tres de les quals van arribar a l'edat adulta: 
- Elisabet Cristina (1691 – 1750), casada amb l'emperador Carles VI (1685-1740).
- Carlota Augusta (1692).
- Carlota Cristina (1694 – 1715), casada amb Alexis Petróvich (1690-1718), fill de Pere el Gran.
- Antonieta Amàlia (1696 – 1762), casada amb el seu oncle Ferran Albert II de Brunsvic-Lüneburg (1680-1735).